# 13608 Andosatoru
13608 Andosatoru este un asteroid din centura principală de asteroizi.

## Descriere
13608 Andosatoru este un asteroid din centura principală de asteroizi. A fost descoperit pe 2 octombrie 1994 la Kitami de Kin Endate și Kazuro Watanabe. Asteroidul prezintă o orbită caracterizată de o semiaxă mare de 2,35 ua, o excentricitate de 0,15 și o înclinație de 7,1° în raport cu ecliptica.